# Midland, Michigan
Midland är en stad i delstaten Michigan i USA. Staden är residensstad i Midland County. men delar av staden sträcker sig in i Bay County.
Invånarna uppmättes 2010 till 41 863 i antalet.
Dow Chemical har sitt huvudkontor och anläggningar i Midland.

### Fotnoter
1. ↑  ”Midland, Michigan Zip Code Map”. http://michigan.hometownlocator.com/zip-codes/zipcodes,city,midland.cfm. Läst 24 maj 2014.
2. ↑  ”Find a Country” (på engelska). NACO. http://www.naco.org/Counties/Pages/FindACounty.aspx. Läst 24 maj 2014.
3. ↑  ”Community Facts” (på engelska). American Factfinder. 12 mars 2010. Arkiverad från originalet den 10 december 2014. https://web.archive.org/web/20141210041242/http://factfinder2.census.gov/faces/nav/jsf/pages/community_facts.xhtml. Läst 24 maj 2014.